# Miami Golem
Pour plus de détails, voir Fiche technique et Distribution.
Miami Golem, parfois sous-titré en français  La Force invisible, est un film de science-fiction américano-italien réalisé par Alberto De Martino et sorti en 1986.

## Synopsis
Une météorite qui s'écrase sur la Terre contient un embryon extraterrestre qui est cloné. Alors que le fruit de l'expérience est volé, ce qui entraîne des conséquences néfastes, le journaliste de télévision Craig Milford enquête sur ce sujet qui l'a toujours passionné. Il est rejoint par Joanna.

## Fiche technique
- Titre original  : Miami Golem[1] ou Cosmos Killer ou Miami Horror ou Miami Killer ou Alien Killer
- Titre français : Miami Golem : La Force invisible[2]
- Réalisateur : Alberto De Martino (sous le nom de « Martin Herbert »)
- Scénario : Gianfranco Clerici (sous le nom de « Frank Clark »), Alberto De Martino (sous le nom de « Martin Herbert »), Vincenzo Mannino (it)
- Photographie : Gianlorenzo Battaglia (sous le nom de « Larry Battle »), Paolo D'Ottavi (sous le nom de « Paul Doty »)
- Montage : Gianfranco Amicucci (sous le nom de « Frank Amicucci »)
- Musique : Detto Mariano (sous le nom de « Robert Marry »)
- Effets spéciaux : Paolo Ricci, Sergio Stivaletti
- Production : Luciano Martino, Giorgio Salvioni
- Société de production : Filmustang
- Pays de production :  Italie -  États-Unis
- Langue originale : italien
- Format : Couleurs - Son mono - 35 mm
- Durée : 85 minutes
- Genre : Film de science-fiction
- Dates de sortie :
  - Italie : 1986 (visa délivré le 12 décembre 1986[1])

## Distribution
- David Warbeck : Craig Milford
- Laura Trotter : Joanna Fitzgerald
- Loris Loddi (it) (sous le nom de « Lawrence Loddi ») : Dr Elliott
- John Ireland : Anderson
- Giorgio Favretto (it) : Wayne